# Tchoř tmavý
Tchoř tmavý (Mustela putorius), také zvaný kuna tchoř je šelma z čeledi lasicovitých. Myslivci jej kdysi nazývali „tchoř žabař“ (zatímco světlejší tchoř stepní byl nazýván „tchořem mlynářem“). Domestikací byla z tchoře tmavého vyšlechtěna fretka domácí.

## Popis
Velikostí jde o šelmu poněkud menší než kuna lesní či skalní. Tělo měří od 21 do 46 cm, ocas má délku 10–21 cm. Váha se obvykle pohybuje od 400 g do 2000 g (zcela výjimečně i nepatrně více), přičemž pohlavní dimorfismus bývá výrazný: samice je podstatně menší než samec. Lebka měří 51 až 73 mm. Svrchní strana těla je tmavohnědá s prosvítající podsadou medové barvy. Spodní strana těla je černá. Okolí čenichu a okraje boltců jsou bělavé.

## Výskyt
Vyskytuje se v Evropě (kromě úplně severních oblastí) a západní části Asie. Malá, velmi málo prozkoumaná populace žije i v severní Africe (Maroko). Vystupuje do nadmořské výšky 2000 m, v Africe zřejmě až do 2400 m. Žije u vod, v polích, na okrajích lesů (nikoli v lesích) i poblíž lidských budov. V České republice se jeho početnost snižuje, nicméně stále se vyskytuje na větší části území.

## Biologie

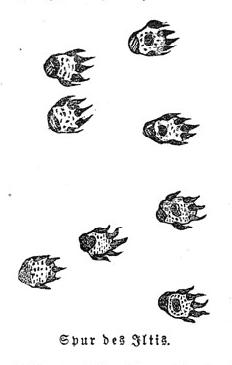
Stopy tchoře

Přes den se ukrývá v hromadách kamení či větví, využívá i kůlny a stodoly, rád osidluje opuštěné nory králíků nebo jezevců. Potravu loví zejména v noci. Dobře běhá, lezení po stromech ani plavání mu nečiní potíže.
Tchoř je teritoriální; samci si udržují stálý revír o výměře 3–5 km², který brání před jinými samci. Také samice si udržují revíry, ty jsou ale menší než revíry samců a mohou se i překrývat. Hranice teritoria si zvířata značí výměškem análních pachových žláz. Tentýž výměšek používají na svou obranu v případě nebezpečí a podle zápachu, jenž vydává, vzniklo i známé přirovnání o tchořím smradu.

### Potrava
Tchoř je potravní oportunista. Loví zejména ptáky (do velikosti bažanta) a menší savce (hlodavce, zajícovce, hmyzožravce), ale také větší hmyz, u vody pak žáby (především ropuchy), ryby (za kořistí se umí i potápět) a měkkýše. Upřednostňuje živou potravu před mršinami, nicméně ty v zimě mohou tvořit podstatnou část jídelníčku. Nepohrdne ani plody rostlin.

### Rozmnožování
K páření dochází od března do května. V době námluv jsou tchoři hlasově silně aktivní, jejich hlasité skolení a křičení se rozléhá okolím. Před samotným pářením vláčí sameček samičku zuby za šíji, čímž stimuluje ovulaci. Při páření ji pak kouše do krku.
Samice tchoře bývá březí 41 až 42 dní a pak rodí jednou ročně tři až sedm mláďat (výjimečně až 12), vážících méně než 10 g. Mláďata jsou po vrhu samicí pečlivě olízána. Mají bílou hedvábnou srst, která v následujících týdnech na příslušných místech tmavne. Rodí se slepá, oči otevírají asi po jednom měsíci. Jeden měsíc trvá též doba kojení. Samostatně žrát umí i dříve. V tuto dobu jsou mláďata pohybově velmi aktivní, samice je jen těžko usměrňuje a opakovaně je stiskem za šíji vrací do hnízda. Samec se na výchově dále nepodílí. Po třech měsících jsou mláďata zcela samostatná a dosahují hmotnosti dospělého jedince. Rodina se v tuto dobu rozpadá.

### Nepřátelé
Tchoř se v přírodě stává obětí větších predátorů jako lišky, vlka, kočky divoké, kočky domácí, dravců a sov.

## Ohrožení
IUCN vede tchoře tmavého jako málo dotčený taxon. Populační trend je uváděn jako klesající, nicméně druhu nehrozí žádné zásadní nebezpečí. Především západoevropská populace ovšem prodělala výrazný pokles v průběhu 19. a velké části 20. století (extrémní příklad je Velké Británie, kde se tchoř dostal začátkem 20. století na pokraj vyhubení). Velký vliv na pokles stavů v dřívějších dobách měl lov, ať už komerční, sportovní či proto, že tchoř byl považován za „škůdce“. Ten zůstává problémem na lokální úrovni i nadále, nicméně v mnoha zemích výskytu je tato šelma již chráněna. Další negativa představují zásahy do krajiny, především zemědělské meliorace, ničení živých plotů a remízků. Problémem nejspíše je i úbytek kořisti (divocí králíci, obojživelníci) a konkurence ze strany invazních norků amerických. Místní snížení populace mohou způsobit i střety s dopravními prostředky, případně hybridizace s ferálními fretkami.